# La Flocellière
La Flocellière är en kommun i departementet Vendée i regionen Pays de la Loire i västra Frankrike. Kommunen ligger i kantonen Pouzauges som tillhör arrondissementet Fontenay-le-Comte. År 2018 hade La Flocellière 2 634 invånare.

## Befolkningsutveckling
Antalet invånare i kommunen La Flocellière
| Referens: INSEE |